# Phaenomonas cooperae
Phaenomonas cooperae är en fiskart som beskrevs av Palmer, 1970. Phaenomonas cooperae ingår i släktet Phaenomonas och familjen Ophichthidae. Inga underarter finns listade i Catalogue of Life.